# Bataafs Lyceum
Het Bataafs Lyceum is een middelbare school in Hengelo en is deel van de openbare scholengemeenschap Hengelo (OSG Hengelo). De school heette tot 2008 Bataafse Kamp. Het gebouw van het Bataafs Lyceum is gelegen aan de Sloetsweg 155, naast het Montessori College Twente.
De niveaus die op deze school gevolgd kunnen worden zijn, havo, atheneum en gymnasium. Het Bataafs Lyceum heeft in het schooljaar 2024-2025 646 leerlingen. Deze komen voornamelijk uit Hengelo en Borne maar ook uit  Delden, Goor en omliggende plaatsen. Speerpunten van de school zijn de Masterclass, Gymnasium, HaCo programma (Havisten Competent) en taalcertificaten. Daarnaast kenmerkt de school zich door bijzondere aandacht voor de bètavakken, voor het vak filosofie.
In het schooljaar 2009-2010 is het Bataafs Lyceum gestart met een Masterclass voor vwo-leerlingen. In deze Masterclass volgen meerbegaafde leerlingen een speciaal ontwikkeld lesprogramma. Dit programma richt zich op de gelijkwaardige ontwikkeling van zowel de cognitieve als de sociaal-emotionele competenties van de leerlingen. Het reguliere onderwijsaanbod wordt compacter aangeboden waardoor er ruimte ontstaat voor verbreding en verdieping. Dit lesprogramma duurt tot het einde van de 3e klas en er is gebruikelijk een kamp naar Terschelling om het af te sluiten.

## Bekende Batavieren
- Erik Lutjens (1958), rechtsgeleerde
- Sander Schimmelpenninck (1984), journalist
- Mark van Vugt (1967), evolutionair psycholoog
- Gerben Wynia (1958), neerlandicus